# Río Ene
Le río Ene est une rivière du bassin amazonien qui coule au Pérou et un affluent du río Tambo. Il s'agit plus précisément d'une courte section de la longue et puissante rivière qui naît sous le nom de río Apurímac et se nomme río Ucayali jusqu'à sa jonction avec le río Marañón pour constituer le fleuve Amazone.

## Géographie
Son cours prolonge vers le nord celui de l'Apurimac. Sa longueur est de 160 km, mais elle est de 830 km en comptant l'un ou l'autre de ses deux formateurs dont la longueur est équivalente.
Ce cours d'eau est formé par la confluence des rivières Mantaro et Apurímac 12° 15′ 45″ S, 73° 58′ 30″ O à environ 400 m d'altitude. Le point de confluence marque le tripoint entre les régions péruviennes de Junín, Cuzco et Ayacucho.
Il parcourt la partie orientale de la province de Satipo, dans un paysage de la haute forêt tropicale où il reçoit de nombreux affluents, courts, mais abondants, car la région est bien arrosée.
Le río Ene conflue avec le río Perené 11° 09′ 39″ S, 74° 14′ 48″ O près de Puerto Prado, à 295 mètres d’altitude pour former le río Tambo qui conflue plus loin avec le río Urubamba pour former le río Ucayali.
Avec l'Apurímac, l'Ene forme un ensemble géographique et économique souvent désigné au Pérou sous le sigle VRAE (Valle del Río Apurímac Ene). En 2006, cette zone était pratiquement hors de contrôle de l'État péruvien et vouée à la culture de la coca avec l'appui financier et logistique des trafiquants de drogue. Les autorités péruviennes tentent de reprendre l'initiative dans le secteur en y envoyant 1 500 militaires à la fin de 2006 .